# Guerra Trịnh-Nguyễn
La guerra civile Trịnh-Nguyễn (in vietnamita Trịnh-Nguyễn phân tranh) fu una lunga guerra civile che attanagliò il Vietnam nel XVII secolo con lo scontro di due potenti famiglie, i signor Trịnh di Tonchino ed i signori Nguyễn. La guerra si tramutò in un lunghissimo stallo di quasi un secolo di pace e poi i conflitti ripresero nel 1774, portando all'emergere della dinastia Tây Sơn.

## Antefatto

### La cooperazione
Le famiglie Trịnh e Nguyễn erano discendenti rispettive di due grandi amici e aiutanti dell'eroe-imperatore Lê Lợi che liberò il Đại Việt dal governo cinese della dinastia Ming e diede origine alla dinastia Lê nel 1428. Dal 1520 una successione di deboli imperatori aveva portato il paese in una guerra civile. Per i successivi vent'anni i Trịnh ed i Nguyễn combatterono come alleati contro l'usurpatore Mạc Đăng Dung che aveva preso il trono dell'imperatore Lê Cung Hoàng. Quando la dinastia Lê venne restaurata nel 1533, la dinastia Mac era ancora al potere e si ritirò gradualmente verso Cao Bằng. Sia i Trịnh che i Nguyễn unirono le loro forze contro la dinastia Mac per restaurare il regno nella sua integrità i nome dell'imperatore Lê. In teoria, entrambi i clan combattevano per l'imperatore Lê Trang Tông ma in realtà, l'imperatore era all'epoca un potere puramente nominale.

### La ripartizione del regno
La prima mossa nel 1525 venne compiuta da Nguyen Kim la cui figlia sposò un giovane membro della famiglia Trịnh, Trinh Kiem. Attorno al 1530, i ribelli della dinastia Le vennero costretti all'esilio presso Lan Xang (attuale Laos), ma questi riuscirono a costituire un nuovo esercito ed a catturare alcune delle province meridionali del Dai Viet. Nel 1545, Nguyen Kim e poi il suo primogenito Nguyen Uong vennero assassinati ed il genero, Trinh Kiem, prese il controllo dell'esercito reale dopo tale atto. 13 anni dopo (nel 1558) Trịnh Kiểm ottenne il governo delle province meridionali di Quang Nam con Nguyen Hoang, figlio secondogenito di Nguyen Kim e della moglie di suo fratello. Il caso della morte di suo padre e suo fratello non era passato inosservato e con sospetto aveva gettato ombre sulla sua figura, creando una certa rivalità tra le due famiglie. Per i successivi 55 anni, Nguyen Hoang governò Quang Nam. Egli gradualmente prese il controllo della provincia ed estese il suo controllo anche sulle terre dei Champa. Periodicamente, inviava delle forze militari a nord per assistere i Trinh nella loro lunga lotta contro la dinastia Mec. Nel 1570 Trinh Kiem morì e venne succeduto dal suo secondogenito, Trinh Tung, un capo vigoroso che catturò Hanoi ai Mac nel 1572. Ad ogni modo, l'imperatore della dinastia Mac (Mac Mau Hop) riprese la città l'anno successivo. 20 anni dopo, Trinh Tung, riuscì nuovamente a riconquistare Hanoi e giustiziò Mac Mau Hop nel 1592.
Nel 1593, Nguyen Hoang si portò personalmente a corte, portando denaro e armi per aiutare a distruggere le restanti forze dei Mac. Una volta sconfitti i Mac, Nguyen Hoang ebbe l'incarico di Gran Visir per i successivi sette anni. Ad ogni modo, suo nipote Trinh Tung divenne sempre più preoccupato dell'influenza di Nguyen Hoang a corte e tentò di porlo sotto sorveglianza affiancandogli Hoàng per tutto il tempo. Nguyen Hoang adorrò due importanti generali del regno e Trinh Tung li incitò a ribellarsi al loro comandante. Quando i ribelli assaltarono la corte, Trinh Tung fuggì con l'imperatore mentre Hoàng prese il controllo delle province meridionali, senza più fare ritorno alla capitale. Nel 1600 il vecchio Nguyen ruppe definitivamente le relazioni con la corte dei Trinh ed assunse per sé il titolo di Vuong (titolo assimilabile a quello di principe o re). Hoang morì nel 1613.
Il nuovo capo dei Nguyen, Nguyen Phuc Nguyen, continuò la politica di suo padre, ma iniziò anche delle relazioni amichevole con gli europei che navigavano nell'area, aprendo il primo avamposto commerciale a Hội An. Dal 1615 gli Nguyen erano già in grado di produrre autonomamente dei cannoni con l'aiuto di genieri portoghesi.

## La prima campagna

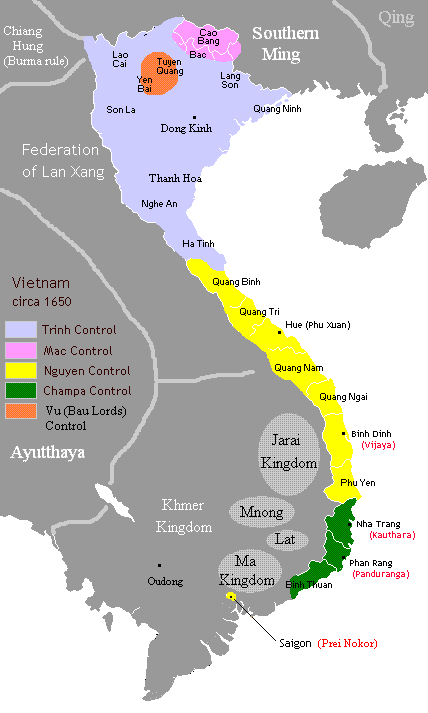
Mappa del Vietnam che mostra (approssimativamente) le aree controllate dai Trịnh, dagli Nguyễn, dai Mạc e dai Champa nel 1640 circa

Nel 1620, Nguyễn Phúc Nguyên rifiutò ufficialmente di inviare le rendite annue delle tasse alla corte di Hanoi. Da corte venne inviata una formale richiesta a Nguyễn di mantenersi entro i ranghi, ma la richiesta venne ancora una volta rifiutata. Nel 1623 Trịnh Tùng morì e venne succeduto da suo figlio Trịnh Tráng. Now Trịnh Tráng inoltrò una nuova richiesta di sottomissione, ed ancora una volta Nguyễn Phúc Nguyên rifiutò. Infine nel 1627 si aprì un conflitto ver oe proprio tra i Trịnh e gli Nguyễn. Per quattro mesi, un grande esercito Trịnh si scontrò con quello degli Nguyễn ma non furono in grado di vincere questi ultimi. Il risultato fu l'effettiva divisione del Vietnam in regioni settentrionali e regioni meridionali, con i Trịnh che controllavano la maggior parte delle regioni a nord e gli Nguyễn quelle a sud; la linea di divisione venne stabilita al fiume Ginah nella provincia di Quảng Bình. Questo confine era molto vicino al 17º parallelo, come poi sarà tra il Vietnam del nord ed il Vietnam del sud dopo la guerra del Vietnam del XX secolo.
Se i Trịnh governavano un'area più popolosa, gli Nguyễn dal canto loro avevano alcuni vantaggi. Innanzitutto, erano ben difesi e poi erano avvantaggiati da continui contatti con gli europei, ed in particolare coi portoghesi, il che consentiva loro di ottenere facilmente armi più avanzate e di ottenere il supporto degli europei nello scontro, esperti in fortificazioni militari. Il terzo vantaggio era meramente geografico: il territorio perlopiù piatto, favoriva il dispiegamento di grandi eserciti.
Dopo il primo assalto, gli Nguyễn costruirono due linee fortificate massicce di diversi chilometri di lunghezza dal mare alle colline. La muraglia era posta a nord di Huế, nei pressi della città di Đồng Hới. Gli Nguyễn difesero questa linea contro i numerosi tentativi di assalto dei Trịnh sino al 1672.

## Le campagne militari successive

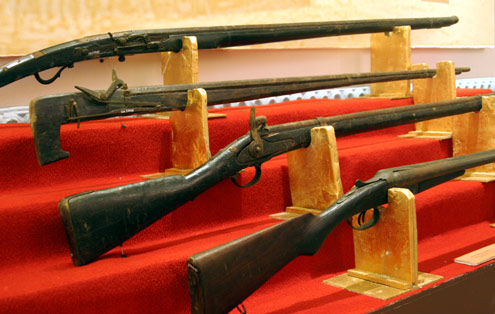
Archibugi usati in Vietnam nel corso della guerra del XVII secolo e prodotti con tutta probabilità a Goa.

Nel 1633 i Trịnh tentarono un assalto anfibio ai territori degli Nguyễn per aggirare la muraglia. La flotta dei Trịnh venne sconfitta da quella degli Nguyễn nella battaglia di Nhat-Le. Attorno al 1635 i Trịnh compresero che per battere i loro nemici avrebbero pure loro dovuto allearsi con qualche potenza europea e pertanto cercarono di ottenere dei cannoni dagli olandesi che erano in guerra coi portoghesi. Nel 1642-43, l'esercito dei Trịnh attaccò le mura degli Nguyễn. Con l'aiuto dei cannoni olandesi, l'esercito Trịnh riuscì a fare breccia nelle mura ma non riuscì a sfondare la seconda linea difensiva. Via mare, i Trịnh, con le navi fornite loro dagli olandesi (Kievit, Nachtegaels e Woekende Book) vennero distrutti dalla flotta degli Nguyễn con le loro galee cinesi. Trịnh Tráng organizzò una nuova offensiva nel 1648 ma alla battaglia di Truong Duc, l'esercito reale venne battuto ancora una volta dagli Nguyễn. Il nuovo re Lê morì quasi nel contempo come risultato della sconfitta. Questo lasciò la porta aperta all'estrema offensiva mossa dagli Nguyễn.

## L'offensiva degli Nguyễn
Gli Nguyễn lanciarono la loro invasione del nord del Vietnam nel 1653. L'esercito degli Nguyễn attaccò la parte nord e sconfisse l'esercito regio, più debole. La provincia di Quảng Bình venne sottomessa. Quindi la provincia di Hà Tĩnh cadde nelle mani dell'esercito degli Nguyễn. Nell'anno successivo, Trịnh Tráng morì mentre le forze Nguyễn attaccavano la provincia di Nghệ An. Sotto il governo del nuovo signore dei Trịnh, il capace Trịnh Tạc, l'esercito regio attaccò quello nemico degli Nguyễn sconfiggendolo. Gli Nguyễn vennero fatalmente indeboliti da divisioni interne tra i comandanti del loro esercito che si rifiutavano di cooperare reciprocamente. Nel 1656 l'esercito Nguyễn venne respinto entro le loro mura originarie. Trịnh Tạc tentò di rompere la linea muraria degli Nguyễn nel 1661 ma questo attacco, come altri prima di lui, non riuscì a fare breccia.

## La fine della guerra
Nel 1672, l'esercito Trịnh fece un ultimo sforzo per conquistare il territorio controllato dagli Nguyễn. L'esercito attaccante si trovava sotto il comando del figlio di Trịnh Tạc, Trịnh Căn, mentre l'esercito nemico era posto al comando del figlio di Nguyễn Phúc Tần, il principe Nguyễn Phúc Thuận. L'attacco, come gli altri che lo avevano preceduto, fallì. Questa volta le due parti sottoscrissero una pace. Con la mediazione del governo dell'imperatore Kangxi, i Trịnh ed i Nguyễn alla fine si accordarono per far terminare la guerra, rendendo il fiume Linh il confine tra le aree da loro governate (1673). Per quanto gli Nguyễn accettarono nominalmente Lê come sovrano del Vietnam, la realtà era che lo stato si trovava ancora nettamente diviso tra i territori degli Nguyễn a sud e quelli dei Trịnh a nord. Questa divisione continuò per i successivi 100 anni.

## La conquista di Huế - 1775

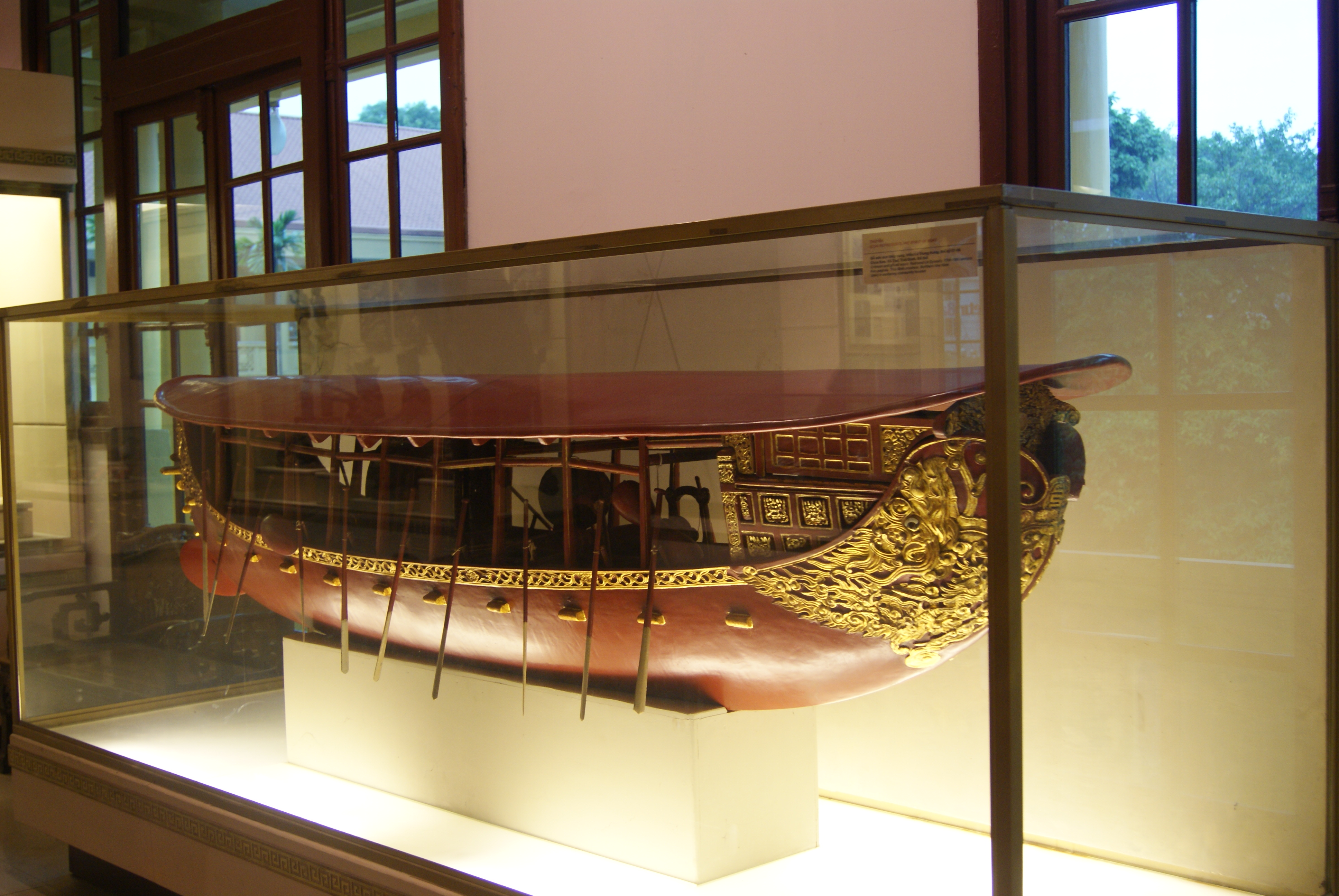
Un modello di nave da guerra (Mông Đồng) in uso durante l'era Trịnh nel XVII secolo.

La lunga pace terminò nel 1774. All'epoca, gli Nguyễn vennero assaltati dall'esercito di Tây Sơn e parte del loro esercito era stato sconfitto nella recente lotta contro la Cambogia. L'esercito che difendeva la capitale settentrionale di Huế, si presentava dunque particolarmente debole. Trịnh Sam, uno degli ultimi Trịnh a governare la parte settentrionale del Vietnam, lanciò quindi il suo attacco sui territori degli Nguyễn il 15 novembre 1774. Per la prima volta, la linea difensiva degli Nguyễn venne sfondata e catturata. Nel febbraio del 1775, la capitale degli Nguyễn, Huế, venne catturata dall'esercito dei Trịnh. Dopo alcuni combattimenti con l'esercito di Tây Sơn, venne siglato un trattato e l'esercito Trịnh lasciò la distruzione degli Nguyễn ai ribelli del sud. Una dozzina di anni dopo, i signori Trịnh vennero detronizzati dal più giovane e più popolare dei fratelli Tây Sơn.